# 库杜尔·恩利尔
库杜尔·恩利尔（约公元前13世纪中期在位）（英語：Kudur-Enlil），加喜特国王。其事迹于一些经济文书和城市纪念碑上出现。 